# Mary Stevens, M.D.
Mary Stevens, M.D. is een Amerikaanse filmkomedie uit 1933 onder regie van Lloyd Bacon. Destijds werd de film in Nederland uitgebracht onder de titel De vrouwelijke dokter.

## Verhaal
Mary Stevens en haar jeugdvriend Don studeren samen af als arts. Ze kiezen ervoor om een artsenpraktijk te beginnen in hetzelfde gebouw. Er zijn veel patiënten die geen vertrouwen hebben in een vrouwelijke arts, maar Mary blijft werken aan haar reputatie. Ze is verliefd op Don, maar hij trouwt met Lois, een vrouw uit een welgestelde familie. Door jaloezie worden de beide artsen uit elkaar gedreven.

## Rolverdeling
| Acteur            | Personage      |
| ----------------- | -------------- |
| Kay Francis       | Mary Stevens   |
| Lyle Talbot       | Don            |
| Glenda Farrell    | Glenda         |
| Thelma Todd       | Lois           |
| Harold Huber      | Tony           |
| Una O'Connor      | Arnell Simmons |
| Charles C. Wilson | Walter Rising  |
| Hobart Cavanaugh  | Alf Simmons    |
| George Cooper     | Pete           |
| John Marston      | Dokter Lane    |
| Christian Rub     | Gus            |
| Walter Walker     | Dokter Clark   |